# Barcino foixensis
Barcino foixensis is een hydroïdpoliep uit de familie Barcinididae. De poliep komt uit het geslacht Barcino. Barcino foixensis werd in 1999 voor het eerst wetenschappelijk beschreven door Gili, Bouillon, Pagès, Palanques & Puig. 